# Maroncourt
Maroncourt település Franciaországban, Vosges megyében. Lakosainak száma 5 fő (2022. január 1.). Maroncourt Dompaire, Hagécourt, Valleroy-aux-Saules és Velotte-et-Tatignécourt községekkel határos.

## Népesség
A település népességének változása:
| Lakosok száma | 12   | 12   | 11   | 9    | 7    | 7    | 6    | 6    | 5    |
|               | 2013 | 2015 | 2016 | 2017 | 2018 | 2019 | 2020 | 2021 | 2022 |